# Alchornea hilariana
Alchornea hilariana är en törelväxtart som beskrevs av Henri Ernest Baillon. Alchornea hilariana ingår i släktet Alchornea och familjen törelväxter. Inga underarter finns listade i Catalogue of Life.